# 汕头南站
汕头南站是汕汕铁路的一座高架车站，位于中华人民共和国广东省汕头市濠江区河浦街道上头村南侧，于2023年12月26日随汕汕高铁同步建成开通。

## 车站结构

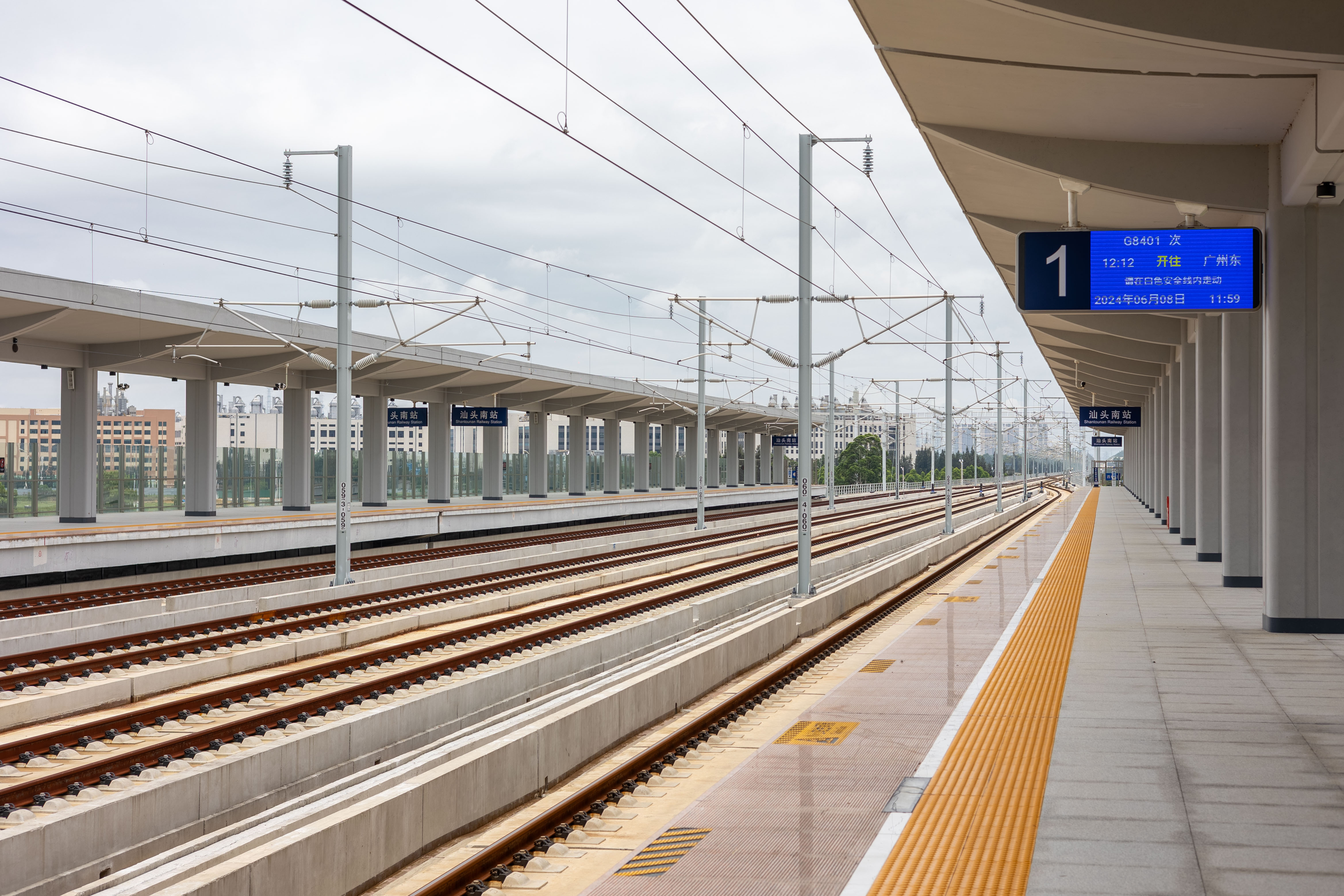
1站台

本站规模为2台4线，车站按远期（2040年）年旅客发送量330万人次的规模设计，为中型客运车站。车站总建筑面积为9,996平方米，设有地上三层、局部地下一层。站房建筑以“翼翔沧海，逐浪汕头”为主题，形似一只张开双翼的海鸥。
此外，车站还预留增建城际站场和疏港线的条件。

### 车站楼层
| 地上二层 | 侧式站台 | 侧式站台                        | 侧式站台 | 侧式站台 |
|          | 1站台    | 汕汕铁路 汕尾方向（下站：潮南） |          |          |
|          |          | 备用路轨                        |          |          |
|          |          | 备用路轨                        |          |          |
|          | 2站台    | 备用站台                        |          |          |
|          | 侧式站台 |                                 |          |          |
| 地面     | 站厅     | 售票处、候车区、进站口、出站口  |          |          |

## 历史
汕头南站曾在汕汕铁路第一次环评中出现，但2017年召开的项目工可评审会上，中国铁总有关专家认为汕汕铁路车站设置过密，建议取消汕头南站。于是，在第二次环评公示，本站被删去，汕头境内只保留汕头站和潮南站。在地方政府的争取下，国铁方面重新支持线路增设本站。2020年12月，中国铁路设计集团编制完成了《汕汕铁路增设汕头南站I类变更设计》并通过国铁集团审查。2021年，国铁集团正式下发《关于新建汕头至汕尾铁路增设陆丰南、汕头南站I类更变设计的批复》（铁鉴函〔2021〕431号），意味着汕头南站正式获批。
2023年12月26日，车站随汕汕铁路汕头南至汕尾段开通运营而启用，在汕头至汕头南段开通前，也是汕汕铁路的终点站。

## 运用状况
截至2025年1月5日全国铁路一季度调图，汕头南站共开行48趟列车。